# Siu mei

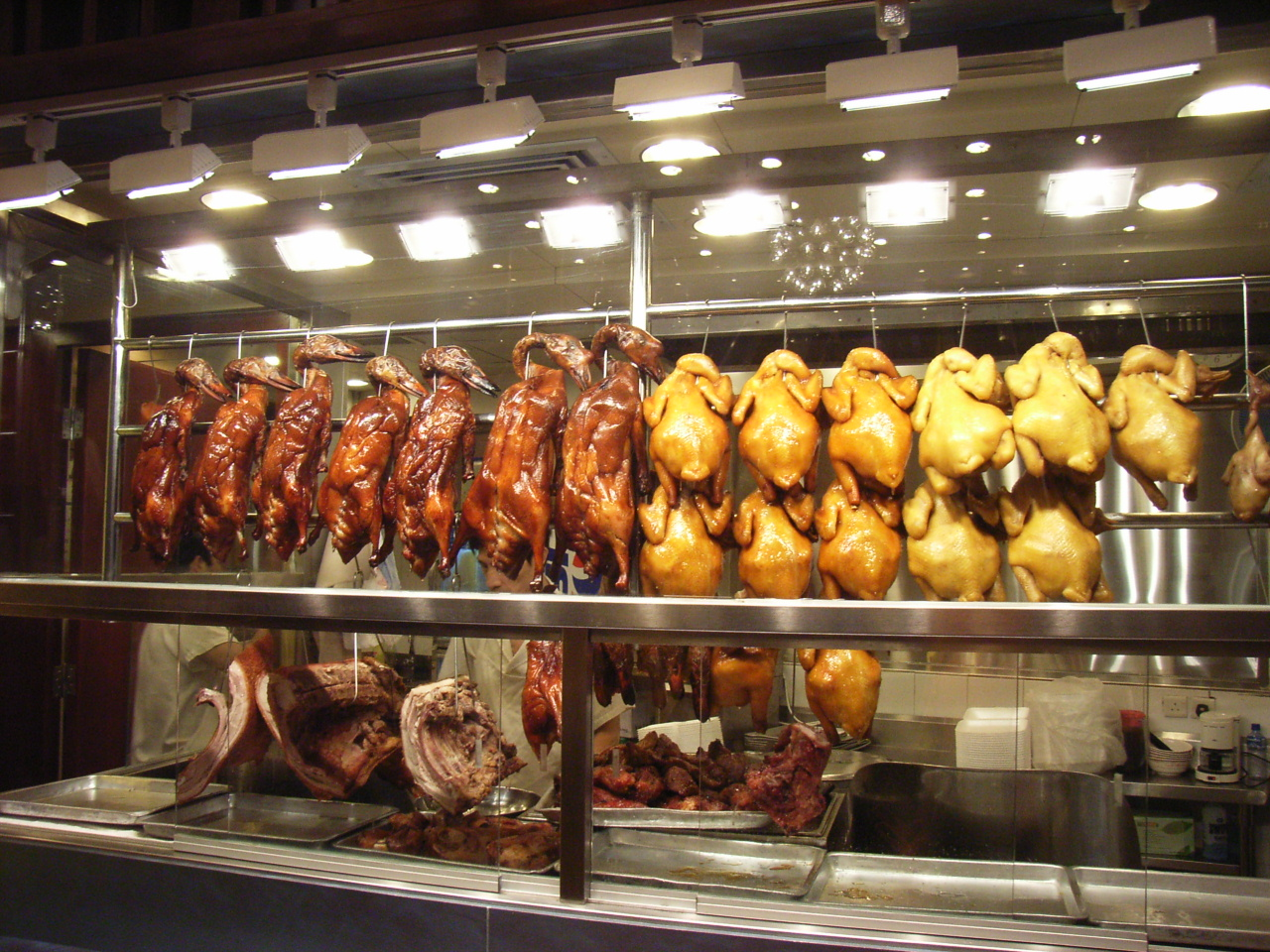
Gansos asados.

El siu mei (en chino tradicional: 燒味 chino simplificado: 烧味) es esencialmente en la cocina china una especie de rosticería al estilo cantonés. El estilo de cocción ofrece sólo carne a la brasa sin verduras y crea un olor y aroma único a barbacoa que está muy en consonancia con sus salsas (casi una salsa diferente para cada tipo de carne). Las tiendas que venden este tipo de carne asada están disponibles sólo en las regiones del este de Asia y del sureste asiático.

## Adaptación

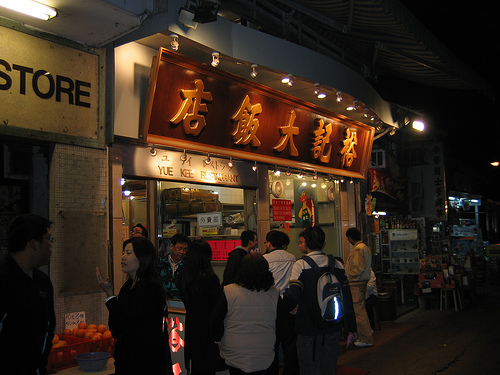
Una tienda al estilo siu mei de Hong Kong.

Existen algunos siu mei en muchos de los Chinatowns de algunas comunidades occidentales, y son disponibles incluso en la cocina Gastronomía Americana-China.

## Variedades
- Char siu (叉烧) - costillas de cerdo asadas
- Siu ngo (燒鵝) - ganso asado
- White cut chicken (白切雞) - pollo asado
- Siu chu (燒肉) - cerdo asado